# The Simpsons Sing the Blues
The Simpsons Sing the Blues é o primeiro álbum de estúdio derivado da sitcom animada The Simpsons. O disco contém músicas não apresentadas na série exceto pelo primeiro verso da faixa "Moaning Lisa Blues", que foi caracterizada no episódio "Moaning Lisa", exibido 11 de fevereiro de 1990.

## Lista de faixas
| Compact disc (CD) |                                           |         |  |
| N.º               | Título                                    | Duração |  |
| 1.                | "Do the Bartman"                          |         |  |
| 2.                | "School Days (Ring! Ring! Goes the Bell)" |         |  |
| 3.                | "Born Under a Bad Sign"                   |         |  |
| 4.                | "Moanin' Lisa Blues"                      |         |  |
| 5.                | "Deep, Deep Trouble"                      |         |  |
| 6.                | "God Bless The Child"                     |         |  |
| 7.                | "I Love To See You Smile"                 |         |  |
| 8.                | "Springfield Soul Stew"                   |         |  |
| 9.                | "Look At All Those Idiots"                |         |  |
| 10.               | "Sibling Rivalry"                         |         |  |

## Desempenho nas tabelas musicais

### Posições
| Tabela musical (1991)              | Melhor posição |
| ---------------------------------- | -------------- |
| Estados Unidos - Billboard Hot 100 | 24             |